# Međunarodna nevladina organizacija
Međunarodna nevladina organizacija (MNO) je volontersko udruženje organizacija ili pojedinica koje djeluje na području regije ili cijelog svijeta. Naziv nevladina organizacija ili NO se ponekad koristi za opis ovih skupina. Iako su sve NO i MNO, nisu sve NO ujedno i MNO, s obzirom na to da je termin NO široko korišten za skupine koje djeluju na domaćem, ne međunarodnom ili interregionalnom, teritoriju. Oba termina treba razlikovati od međunarodnih organizacija ili MO, grupa kao što su Ujedinjeni narodi ili Međunarodna organizacija rada.